# Hong Gildong jeon
Hong Gildong jeon (Hangul: 홍길동전; hanja: 洪吉童傳), tradotto in italiano nel 2003 come La storia di Hong Kil-tong, è un romanzo coreano scritto durante la dinastia Joseon e attribuito a Hŏ Kyun (1569-1618). È considerato il primo romanzo coreano in vernacolare.
Il protagonista della storia é Hong Kiltong, il figlio illegittimo di un ministro e di una serva, dotato di un'enorme intelligenza e di poteri magici che usa per derubare gli aristocratici corrotti. Nonostante i coreani amino paragonare Hong Kiltong a Robin Hood, i motivi che spingono i due personaggi letterari a "rubare ai ricchi per dare ai poveri" sono fondamentalmente differenti. Mentre l'eroe inglese agisce per un motivo di pubblica utilità, desiderando rendere ai propri concittadini ciò che è stato loro tolto dalle tassazioni ingiustificate, Kiltong è mosso da un bisogno di autoaffermazione: poco considerato dalla sua famiglia, in quanto figlio illegittimo, cerca un modo per conseguire una posizione sociale che attesti il suo talento e la sua intelligenza. Egli non contesta l'ordine che ha causato il problema, ma anzi aspira a farne parte.
Secondo alcuni studiosi la figura del protagonista potrebbe essere ispirata a quella dell'omonimo bandito citato negli Annali dinastici (Wangjo-sillok), arrestato durante il regno di Yŏnsan-gun.

## Edizioni dell'opera
Esistono almeno ventinove edizioni note dell'Hong Gildong jeon, suddivise in due "macro-famiglie" di codici: i testi manoscritti, o p'ilsabon, e i testi stampati, alla cui categoria appartengono i testi wanp'anbon e kyŏngp'anbon. Fa parte di quest'ultimo raggruppamento il testo di ventiquattro fogli che va sotto il nome di Hannam, considerato uno dei più autorevoli e attendibili.
I diversi codici sono scritti per la maggior parte in coreano, ma vi sono anche versioni in cinese; tutti risalgono a un periodo successivo al 1850. Hanno lunghezze molto diverse: tra i più brevi se ne annovera uno di soli diciotto fogli, mentre tra i più lunghi uno di ben ottantanove. La loro struttura narrativa è perlopiù omogenea.

## Trama
La struttura della trama è comune alle varie versioni dell'Hong Gildong jeon e si articola in tre parti.

### Prima parte
La prima parte è ambientata all'interno della residenza della famiglia Hong.
Svegliatosi da un sogno che preannuncia la nascita di un eroe, il ministro Hong, dopo il rifiuto della moglie, decide di giacere con la giovane serva Ch'unsŏm concependo così il suo secondogenito, Hong Kiltong. Crescendo, il bambino si dimostra da subito più intelligente della norma e il padre lo predilige nonostante i suoi natali.
Kiltong soffre a causa della sua condizione, dato che ai figli illegittimi non è concesso né accedere agli esami di stato né essere veramente parte della famiglia, e una notte si confida con il padre che lo sgrida, temendo che egli possa ribellarsi alla sua situazione. Kiltong decide allora di andarsene; ne parla con la madre, rivelandole inoltre i propri timori su una delle concubine del ministro, tale Ch'o-nan, che egli ritiene invidiosa dell'affetto che l'uomo nutre per loro.
Le previsioni di Kiltong si rivelano fondate quando Ch'o-nan, complottando con una sciamana, fa in modo che il ministro incontri un'esperta di fisiognomica. Quest'ultima lo raggira, insinuando che Kiltong potrebbe portare alla rovina della famiglia Hong; il funzionario, assalito dai dubbi sul destino del figlio prediletto, decide di relegarlo in campagna. Insoddisfatta della poco severa soluzione adottata, la concubina, con il benestare della sposa e del figlio legittimo del ministro, assolda un sicario. Quando questi prova a uccidere Hong Kiltong, il ragazzo, messo precedentemente in allarme da una presagio, lo disarma e lo uccide facendo uso della magia. Poi, in preda alla sdegno per quel complotto, trascina nella stanza anche la sciamana e la finisce.
La prima parte si conclude con Kiltong che, resosi conto delle proprie azioni, corre a salutare il ministro, il quale, nel tentativo di convincerlo a restare, gli accorda il permesso di chiamarlo padre. Dopo aver dato l'addio alla madre, si dirige verso le montagne.

### Seconda parte
La seconda parte si apre con Kiltong che, vagando senza meta, giunge in un covo di briganti. Questi lo accolgono con entusiasmo e lo sottopongono a una prova per farlo diventare il loro capo, suggellando il giuramento di fratellanza quando egli la supera. Dopo un periodo di allenamento, i briganti propongono a Kiltong di rubare il tesoro del tempio buddhista Haein. Spacciandosi per un nobile desideroso di studiare presso il tempio, Kiltong va in avanscoperta e getta le basi per il piano. Il giorno seguente si presenta nuovamente dai monaci e, dopo averli distratti con uno stratagemma, li fa legare da alcuni suoi compagni e ruba il tesoro, sparendo prima che possa venir dato l'allarme. Da quel momento la banda prende il nome di Hwalpindang (Società per il riscatto dei poveri) e inizia a ridistribuire a chi non aveva di che sostentarsi le ricchezze sottratte ai templi e ai magistrati locali.
La banda sottrae poi i beni del governatore di Hamgyŏng, un funzionario corrotto che vessa i cittadini, e Kiltong lascia un manifesto per rivendicarne il furto, dando il via a una furiosa caccia all'uomo che si rivela infruttuosa, in quanto il brigante, usando i propri poteri, anima sette fantocci di paglia a cui dona il proprio aspetto. I vari Hong Kiltong, ognuno a capo di un gruppo di briganti, si sparpagliano nelle otto regioni della Corea, usando i propri poteri, razziando ogni cosa e causando il panico, al punto che i governatori si vedono costretti a redigere un documento comune da mandare al re Sejong. Il sovrano convoca quindi gli uffici di polizia e il comandante delle guardie di destra, tale Yi Hŭp, parte alla ricerca del fuorilegge.
L'ufficiale, fermatosi in un'osteria per rifocillarsi, incontra un ragazzo che si mostra preoccupato per le sorti della nazione e che acconsente ad aiutarlo a catturare Hong Kiltong. Il giovane, dopo aver sottoposto Yi Hŭp a una prova d'abilità, lo conduce tra le montagne fino al covo di Hong Kiltong e, chiedendogli di attenderlo fuori, vi entra. Ben presto Yi Hŭp viene catturato da un gruppo di uomini armati che lo legano e lo portano in una specie di Palazzo Reale dove il comandante scopre che il ragazzo che l'ha condotto fino a lì è in realtà Hong Kiltong, il quale, prima di liberarlo, gli offre da bere e gli consiglia di lasciar perdere ogni tentativo di catturarlo.
Le azioni di Hong Kiltong si fanno più spudorate e provocatorie; egli arriva ad uccidere i funzionari corrotti, mandandone notizia al sovrano che, spazientito, convoca i ministri per ordire un nuovo piano. Scoperta l'esistenza della famiglia di Hong Kiltong, re Sejong decide di farne arrestare il padre e il fratellastro Inhyŏng. Quest'ultimo, convocato dal sovrano, chiede la grazia per il padre e si offre egli stesso di catturare Kiltong.
Nominato governatore del Kyŏngsang, Inhyŏng fa affiggere in ogni regione dei manifesti in cui, facendo leva sulla virtù della pietà filiale, chiede al fratellastro di consegnarsi per evitare di causare la rovina del casato. Kiltong si presenta ben presto al cospetto del fratello che lo implora di costituirsi, cosa che il brigante fa. Contemporaneamente, però, anche nelle altre sette regioni viene catturato un Hong Kiltong e tutti e otto i briganti vengono condotti in catene a Seoul.
Non riuscendo a individuare il vero Kiltong, il re fa convocare l'ex ministro Hong che, dopo aver dato indicazioni su come identificarlo, sgrida il figlio e cade a terra privo di conoscenza. Quando i medici falliscono nel tentativo di rianimarlo, gli otto Kiltong intervengono infilando in bocca al padre delle pastiglie e facendogli così riprendere i sensi. Gli otto banditi raccontano poi all'unisono della sofferenza causata dalla condizione di figlio illegittimo e chiedono al re di far cadere il mandato di cattura, in quanto Kiltong è intenzionato a lasciare il Paese e a non arrecare più alcun disturbo.
Accasciatesi a terra le otto copie di Kiltong, ora di nuovo fantocci di paglia, il re rinnova l'ordine di cattura nei confronti del brigante che, facendo il giro della città, affigge sulle quattro porte principali un messaggio in cui afferma che si lascerà catturare solo quando verrà nominato ministro della guerra.
La seconda parte si conclude con Kiltong che, dopo essere sfuggito alle catene e aver dimostrato di non poter essere catturato, viene nominato ministro della guerra. Presentatosi al cospetto del re, Kiltong lo ringrazia per l'onore ricevuto e lo informa della sua intenzione di partire, inducendo il sovrano a ritirare il mandato di cattura.

### Terza parte
La terza parte si apre con Kiltong che, dopo aver chiesto ai compagni di attenderlo, si libra in aria e si dirige verso sud, raggiungendo così il regno dell'isola di Yul, una terra meravigliosa. Assicuratosi della prosperità del posto e avendo deciso di renderlo il luogo in cui trascorrere l'esilio autoimpostosi, Kiltong torna dalla banda chiedendo ai compagni di costruire delle barche e di prepararsi a seguirlo in una data precisa. Dopo essersi accomiatato nuovamente dal re e avergli spiegato ancora una volta le ragioni delle sue azioni illecite, Kiltong ritorna a Yul, più precisamente in quella che è diventata la sua nuova patria: Chedo. Qui fa costruire nuove case, migliora l'agricoltura e addestra i soldati.
Mentre è sul monte Mangdang a cercare del veleno per le frecce, egli viene a sapere della giovane Paek, rapita da un vortice di vento, e si rattrista per la sua famiglia. Sulla via del ritorno, udendo delle voci, individua un gruppo di mostri e, senza farsi avvistare, riesce a colpirne il capo con una freccia avvelenata, causando un fuggi fuggi generale. Passata la notte sulle pendici del monte, il giorno seguente, mentre è intento a cercare delle erbe, si imbatte nei mostri della sera prima, che, non riconoscendolo, gli chiedono come sia giunto in quel posto sperduto. Kiltong si spaccia per un medico e i mostri, convinti che possa aiutare il loro capo, lo conducono nel loro rifugio. Giunto dal re dei mostri, l'ex-brigante gli somministra, al posto della medicina, un veleno mortale e stermina poi tutti i suoi sudditi con la magia.
In quel momento compaiono davanti a Kiltong due giovani donne che lo implorano di risparmiare loro la vita e di riportarle a casa. Una si rivela essere la giovane Paek, l'altra la figlia di un certo Cho Ch'ŏl. Ricondotte le giovani alle rispettive famiglie, la gratitudine dei loro genitori è tale che entrambe vengono offerte in sposa a Kiltong, che si ritrova così con due mogli.
Qualche tempo dopo, scrutando il cielo, Kiltong scopre che il padre è in cattive condizioni di salute e, dopo aver trovato un luogo adatto, edifica per lui sul monte Wŏlpong una tomba consona a un re. Fa infine tornare i propri uomini a Seoul su una nave, raggiungendoli sulle sponde del fiume Sŏ, dopo essersi camuffato da monaco buddhista. In punto di morte, l'ex ministro Hong si raccomanda con la propria sposa e Inhyŏng di non fare discriminazioni tra moglie e concubine e tra i loro figli, si dice preoccupato per Kiltong ed esala l'ultimo respiro.
Al momento di celebrare i funerali, Kiltong, vestito da monaco, si presenta per fare le proprie condoglianze e piange la morte del padre, causando lo stupore tra quelli che non lo riconoscono. Dopo aver svelato la sua identità, viene portato dal fratello a incontrare la madre, Ch'unsŏm, e la moglie principale dell'ex ministro, che viene informata della tomba edificata da Kiltong per la sepoltura del padre.
Il giorno seguente Kiltong, Ch'unsŏm e Inhyŏng partono e scortano il feretro dell'ex ministro Hong fino alla sua eterna dimora.
Inhyŏng dopo qualche giorno torna a Seoul e Kiltong resta a prendersi cura della tomba del padre. Trascorsi i tre anni prescritti per il lutto, ritorna ad occuparsi della città di Chedo, fa addestrare i soldati e dopo qualche tempo annuncia l'intenzione di attaccare il regno di Yul. Conquistato il monte Ch'ŏlpong, Kiltong manda una missiva al sovrano di quel regno, sostenendo di aver ricevuto il mandato celeste e informandolo che arrendendosi avrebbe avuto salva la vita. Il re di Yul, rendendosi conto di non poter sconfiggere le armate, si arrende.
Kiltong entra allora nella capitale e rassicura i cittadini sul loro futuro prima di proclamarsi re e di assegnare importanti cariche di stato ai propri generali e al precedente sovrano del regno.
Il regno trova così la pace e Kiltong manda delle missive tramite il suocero Paek al re Sejong e alla propria famiglia. Il sovrano della Corea nomina quindi Inhyŏng proprio ambasciatore a Yul e il giovane vi si reca assieme alla madre, la signora Yu. Quest'ultima, alla propria morte, viene sepolta accanto al marito; Kiltong osserva nuovamente i tre anni di lutto, che si rinnoveranno all'avvenuta morte della madre naturale.
Trent'anni dopo, successivamente alla morte di re Kiltong, ormai padre di cinque figli, e alla dipartita della regina consorte, sale al trono il principe ereditario.
Il libro si conclude con il regno di Yul che continua a prosperare generazione dopo generazione.

## Contesto storico-culturale e temi
La paternità dell'Hong Gildong jeon viene comunemente attribuita a Hŏ Kyun (1569-1618) scrittore vissuto durante la dinastia Joseon, più precisamente durante i regni di Seonjo e del principe Gwanghae. Hŏ Kyun ebbe esperienza diretta del periodo di disordine finanziario e amministrativo e dello scoppio del fenomeno del banditismo che seguì le invasioni giapponesi di Hideyoshi.
Con la "confucianizzazione" delle istituzioni avvenuta durante il primo periodo Joseon, la gerarchia sociale si era fatta più rigida, ma, a causa dell'immobilismo statale conseguente alla guerra, la corruzione iniziò a dilagare e le discriminazioni sociali divennero ancora più evidenti. Hŏ Kyun nel suo Hong Gildong jeon si concentra sulla condizione dei figli illegittimi, impossibilitati dalla società a intraprendere la carriera burocratica, ma anche altre professioni nel campo dell'agricoltura, del commercio e dell'artigianato.
Nonostante non fosse una condizione che lo toccava personalmente - era infatti il figlio della seconda moglie di un ministro - Hŏ Kyun aveva a cuore i problemi dei figli illegittimi, forse anche grazie all'influenza del suo maestro, Yi Tal, uomo di talento, ma di umili natali. Le idee dello scrittore risultavano invise ai letterati della corte e furono probabilmente la vera causa per cui Hŏ Kyun venne condannato a morte a seguito di un'accusa di complotto nei confronti della famiglia reale.
Il suo romanzo viene quindi spesso interpretato come un "romanzo d'impegno sociale", per la centralità assegnata al protagonista - un figlio illegittimo - e alle sue capacità, in un periodo nel quale il concubinaggio era una pratica comune e approvata, ma i figli concepiti fuori dal matrimonio subivano pesanti discriminazioni.

## Problemi di attribuzione
La critica non é unanime nell'attribuzione della datazione e della paternità dell'opera, e si divide principalmente in tre ipotesi:
1. L'Hong Gildong jeon, così come lo conosciamo, è stato scritto da Hŏ Kyun;
2. Hŏ Kyun è l'autore dell'Hong Gildong jeon, ma la versione che ci è pervenuta non è la sua;
3. Hŏ Kyun non è l'autore dell'Hong Gildong jeon in nessuna delle sue forme.[63]

Un elemento che contribuirebbe ad escludere Hŏ Kyun come autore dell'opera verrebbe dal censimento delle opere dello scrittore realizzato dopo la sua condanna per una congiura; in esso non appare l'Hong Gildong jeon. Solo Yi Sik (1584-1647), scrittore appartenente al gruppo dei "quattro grandi maestri della letteratura cinese", nel suo T'aektangbyŏljip avrebbe attribuito l'opera a Hŏ Kyun, usando comunque toni dispregiativi e precisando che l'autore avrebbe preso a modello un racconto cinese su banditi e ladri: lo Shui-hu-chan. Tale informazione sarebbe poi stata ripresa e "canonizzata " nel 1933 da Kim Taejun nella sua Storia del romanzo coreano.
A sostegno delle ultime due ipotesi vengono indicati alcuni elementi del testo kyŏngp'an, come il suo aspetto dissacratore (in alcuni passaggi la figura del sovrano viene profondamente ridicolizzata) e il riferimento a Chang Kilsan, vissuto in Corea alla fine del XVII secolo e quindi dopo la morte di Hŏ Kyun.
La prima ipotesi, invece, troverebbe sostegno in elementi come lo stile stringato e la sequenza temporale lineare, tipicamente d'ispirazione cinese, o l'uso della sola particella nominativa i, che lascerebbero aperta la possibilità che esso sia stato copiato da un manoscritto precedente.

## Edizioni italiane
- Hŏ Kyun, La Storia di Hong Kil-tong, a cura di Sofia Teresa Scerbo, Soveria Mannelli, Rubbettino editore, 2003.
- Hŏ Kyun, Hong Kiltong : Il brigante confuciano, a cura di Maurizio Riotto, Milano, O barra O edizioni, 2004.

## Adattamenti e riferimenti
- Punguna Hong Gildong (Hong Gildong, l'eroe dei tempi inquieti), fumetto sudcoreano di Shin Dong Wu. (1965-1969)[67][68]
- Hong Gildong, trasposizione cinematografica del fumetto a opera del fratello dell'autore, Shin Dong Heon. (1967)[67][68]
- Hong Gildong Janggun (홍길동 장군, Il generale Hong Gildong), sequel di Hong Gildong. (1969)[69]
- Ujujeonsa Hong Gildong (우주전사 홍길동, Space Soldier Hong Gildong), film d'animazione fantascientifico sudcoreano. (1983)[70]
- Hong Kil dong, diretto da Kim Kil-in, film nordcoreano di arti marziali in cui il protagonista combatte dei ninja giapponesi. (1986)[71]
- Hong Kil dong, videogioco sparatutto pubblicato dalla Clover per la piattaforma Sega Master System e i computer MSX. (1990)[72]
- Hong Gil-dong jeon (홍길동전), videogioco di ruolo sviluppato dalla A+ e pubblicato dalla SKC Softland per computer IBM compatibile. (1993)[73]
- Hong Gil-dong jeon 2 (홍길동전 2), DVD game sviluppato dalla A+ come sequel del videogioco del 1993 e pubblicato dalla LG Soft. (1995)[74]
- Deoraon Yeongung Hong Gil-dong (돌아온 영웅 홍길동, "Hong Gildong l'eroe ritornato"), film d'animazione di Shin Dong Heon prodotto dalla Stone Flower Company. (1995)[75]
- Deoraon Yeongung Hong Gil-dong (돌아온 영웅 홍길동, "Hong Gildong l'eroe ritornato"), videogioco a piattaforme per computer, adattamento dell'omonimo film, pubblicato e prodotto dalla LG.[76]
- Mangguk Jeon'gi: Ichyeojin Nara-ui Iyagi (망국전기~잊혀진 나라의 이야기, Mangguk Jeon'gi: La Storia del Regno Dimenticato), videogioco di ruolo per computer che segue la storia dei discendenti di Hong Kiltong nel regno di Yul. (1995)[77]
- All'interno del manga nippo-coreano Blade of the Phantom Master compare un personaggio di nome Hong Gildong. (2001)[78]
- Hong Gil-dong: Murim jeonsa rok (홍길동~무림전사록, Hong Gil-dong: Cronache di un guerriero) serie di sette manhwa con elementi cyberpunk creata da Oh Se-kwon. (2004)
- Gwaedo Hong Gil-dong (쾌도 홍길동, Fast Sword Hong Gil-dong), serie TV messa in onda sul canale KBS2. (gennaio-marzo 2008)[79]
- Hong Gil-dongeui Huye (홍길동의 후예, Discendenti di Hong Gil-dong), film ad ambientazione moderna diretto da Jeong Yonggi. (2009)[80]
- Hong Gil Dong, musical in cui Sungmin e Yesung, membri del gruppo Super Junior, hanno entrambi interpretato la parte del protagonista. (2010)[81]
- Nell'episodio 216 di Running Man, programma televisivo della SBS, il conduttore Haha impersona Hong Kiltong. (12 ottobre 2014)[82][83]
- Tamjeong Honggildong: Sarajin Maeul (탐정 홍길동: 사라진 마을,[84] Phantom Detective), film noir, d'azione e comico presenta Kiltong in chiave moderna. (2016)[85]
- Yeokjeok - Baekseong-eul humchin dojeok (역적: 백성을 훔친 도적, The Rebel), serie TV trasmessa su MBC in cui Yoon Kyun-sang interpreta Hong Kiltong. (gennaio-maggio 2017)[86]
- Esiste inoltre un parco a tema nella contea di Jangseong, considerata la terra natale di Hong Kiltong, e qui viene tenuto annualmente l'Hong Gildong Festival.[87]